# Prokolagen-prolin 3-dioksigenaza
Prokolagen-prolin 3-dioksigenaza (EC 1.14.11.7, prolin,2-oksoglutaratna 3-dioksigenaza, prolilna 3-hidroksilaza, protokolagen prolinska 3-hidroksilaza, prolil-4-hidroksiprolil-glicil-peptid, 2-oksoglutarat: kiseonik oksidoreduktaza, 3-hidroksilacija) je enzim sa sistematskim imenom prokolagen-L-prolin,2-oksoglutarat:kiseonik oksidoreduktaza (3-hidroksilacija). Ovaj enzim katalizuje sledeću hemijsku reakciju
prokolagen L-prolin + 2-oksoglutarat + O2 {\displaystyle \rightleftharpoons } prokolagen trans-3-hidroksi-L-prolin + sukcinat + CO2
Za rad ovog enzima se neophodni Fe2+ i askorbat.

## Literatura
- Nicholas C. Price; Lewis Stevens (1999). Fundamentals of Enzymology: The Cell and Molecular Biology of Catalytic Proteins (Third изд.). USA: Oxford University Press. ISBN 019850229X.
- Eric J. Toone (2006). Advances in Enzymology and Related Areas of Molecular Biology, Protein Evolution (Volume 75 изд.). Wiley-Interscience. ISBN 0471205036.
- Branden C; Tooze J. Introduction to Protein Structure. New York, NY: Garland Publishing. ISBN 0-8153-2305-0.
- Irwin H. Segel. Enzyme Kinetics: Behavior and Analysis of Rapid Equilibrium and Steady-State Enzyme Systems (Book 44 изд.). Wiley Classics Library. ISBN 0471303097.

## Spoljašnje veze
- Procollagen-proline+3-dioxygenase на 